# Avery Brundage
Avery Brundage (Detroit, Michigan, 28. rujna 1887. – Garmisch-Partenkirchen, Bavarska 8. svibnja 1975.), bio je američki sportski djelatnik koji je obnašao dužnost predsjednika Međunarodnog olimpijskog odbora (MOO) u periodu 1952. – 1972.
Avery Brundage je sudjelovao na Olimpijskim igrama u Stockholmu 1912. Brundage je bio poznat tijekom svog mandata predsjetnika MOO, po svojoj nespremnosti na kompromis oko pitanja amaterskog statusa Olimpijskih igara.